# もう君以外...
「もう君以外...」は、2017年7月5日に発売されたW♠︎PRINCEの1stシングル。

## 概要
新生・男装ユニットW♠︎PRINCEのデビューシングル。
メンバーは瀬戸光黄と愛刃健水。
MVにはモデルの柴田あやなが出演。

## 収録曲
テイチクレコード公式サイト内の紹介ページによる。

### 初回限定盤A
［CD］
1. もう君以外...
  - 作詞：SHIKATA / 作曲：SHIKATA・GRP
2. タイフーン・ラバーズ
  - 作詞：高木誠司 / 作曲：Dr.Dalmatian

［DVD］
「もう君以外...」Music Video

### 初回限定盤B
［CD］
1. もう君以外...
2. タイフーン・ラバーズ

［DVD］
「もう君以外...」MVメイキング映像

### 通常盤
［CD］
1. もう君以外...
2. タイフーン・ラバーズ
3. もう君以外...（Instrumental）
4. タイフーン・ラバーズ（Instrumental）